# Sveti Emerik
Sveti Emerik, princ Emerik (madžarsko (Szent) Imre; latinsko Sanctus Henricus), * ca. 1000, †  2. september 1031, sin ogrskega kralja Štefana I. in Gizele Bavarske. Domnevno naj bi bil drugi Štefanov sin, in je ime dobil po svojem stricu Henriku II.. Bil je edini Štefanov sin, ki je doživel polnoletnost.  
Princ je bil vzgojen v strogem in asketskem krščanskem duhu. Poučeval ga je benediktinski škof Gellért, ki je leta 1046 umrl v poganskem uporu. Bil je zelo nadarjen in umirjen človek.  Štefan ga je določil za naslednika na ogrskem prestolu in v ta namen dal sestaviti »Opozorila«, pisma, s katerimi je skušal princu predstaviti osnovna pravila vladanja. Toda leta 1031 je princa med lovom smrtno ranil merjasec. Domnevno naj bi se to zgodilo v Hegyközszentimreju. pokopali so ga v Székesfehérvárju.  Na njegovem grobu naj bi se zgodili številni čudeži ozdravljenja. Leta 1083 je dal ogrski kralj Ladislav I. odkopati posmrtne ostanke princa Emerika in zanj ter za očeta Štefana in škofa Gellérta dosegel kanonizacijo v času papeževanja Gregorja VII.
Sv. Emerik je pogosto upodobljen z viteškim ščitom, s krono in lilijo. Nekateri Madžari verjamejo, da je bil Amerigo Vespucci poimenovan po Sv. Emeriku.